# Râul Cracău
 Pentru alte sensuri ale toponimicului, a se vedea pagina Cracău 
Râul Cracău este un curs de apă, afluent al râului Bistrița. Se formează la confluența a două brațe: Cracăul Alb și Cracăul Negru.

## Hărți
- Parcul Vânători-Neamț
- Ovidiu Gabor - Economic Mechanism in Water Management ][nefuncțională]